# Friends (canción de Marshmello y Anne-Marie)
«Friends» (estilizado como FRIENDS) es una canción grabada por el productor musical estadounidense Marshmello y la cantante inglesa Anne-Marie. La canción fue lanzada a través de Joytime Collective y Asylum Records el 9 de febrero de 2018, como el quinto sencillo del álbum debut de Anne-Marie, Speak Your Mind.

## Posicionamiento en listas
| Lista (2018)                              | Mejor posición |
| ----------------------------------------- | -------------- |
| Argentina Anglo (Monitor Latino)          | 9              |
| Australia (ARIA)                          | 4              |
| Austria (Ö3 Austria Top 40)               | 1              |
| Bélgica (Flandes) (Ultratop 50)           | 2              |
| Bélgica (Valonia) (Ultratop 50)           | 2              |
| Brazil Streaming (Pro-Música)             | 44             |
| Canadá (Canadian Hot 100)                 | 5              |
| Canadá (CHR/Top 40)                       | 5              |
| Canadá (Hot AC)                           | 37             |
| Colombia (National-Report)                | 50             |
| Croacia (HRT)                             | 3              |
| República Checa (Rádio Top 100)           | 33             |
| República Checa (Singles Digitál Top 100) | 1              |
| Dinamarca (Tracklisten)                   | 2              |
| Ecuador (National-Report)                 | 32             |
| Finlandia (OFC)                           | 5              |
| Francia (SNEP)                            | 34             |
| Alemania (Media Control AG)               | 1              |
| Grecia (IFPI)                             | 2              |
| Hungría (Rádiós Top 40)                   | 6              |
| Hungría (Single Top 40)                   | 2              |
| Hungría (Stream Top 40)                   | 1              |
| Irlanda (IRMA)                            | 3              |
| Israel (Media Forest)                     | 1              |
| Italia (FIMI)                             | 23             |
| Letonia (Latvijas Top 40)                 | 1              |
| Líbano (Lebanese Top 20)                  | 2              |
| Luxembourg Digital Songs (Billboard)      | 1              |
| Malasia (RIM)                             | 1              |
| Mexico Airplay (Billboard)                | 29             |
| Países Bajos (Dutch Top 40)               | 1              |
| Países Bajos (Mega Single Top 100)        | 4              |
| Nueva Zelanda (Recorded Music NZ)         | 6              |
| Noruega (VG-lista)                        | 4              |
| Polonia (Polish Airplay Top 100)          | 13             |
| Portugal (AFP)                            | 4              |
| Russia Airplay (Tophit)                   | 1              |
| Escocia (Scottish Singles Sales Chart)    | 8              |
| Singapur (RIAS)                           | 1              |
| Eslovaquia (Rádio Top 100)                | 13             |
| Eslovaquia (Singles Digitál Top 100)      | 1              |
| Eslovenia (SloTop50)                      | 14             |
| South Korea International (Gaon)          | 19             |
| España (PROMUSICAE)                       | 17             |
| Suecia (Sverigetopplistan)                | 5              |
| Suiza (Schweizer Hitparade)               | 4              |
| Reino Unido (UK Singles Chart)            | 4              |
| Ukraine Airplay (Tophit)                  | 64             |
| Estados Unidos (Billboard Hot 100)        | 11             |
| Estados Unidos (Adult Top 40)             | 28             |
| Estados Unidos (Hot Dance Club Songs)     | 7              |
| Estados Unidos (Dance/Mix Show Airplay)   | 1              |
| Estados Unidos (Mainstream Top 40)        | 9              |
| Estados Unidos (Rhythmic)                 | 23             |
| Venezuela (National-Report)               | 98             |